# ستان سبينس
ستان سبينس (بالإنجليزية: Stan Spence) هو لاعب كرة قاعدة أمريكي، ولد في 20 مارس 1915 في South Portsmouth, Kentucky ‏ في الولايات المتحدة، وتوفي في 9 يناير 1983 في كينستون في الولايات المتحدة بسبب نفاخ رئوي.

## وصلات خارجية
- ستان سبينس على موقع دوري كرة القاعدة الرئيسي (الإنجليزية)
- ستان سبينس على موقعبيزبول رفرنس.كوم (الدوري الرئيسي) (الإنجليزية)